# Mammillaria humboldtii
Mammillaria humboldtii (укр. Мамілярія Гумбольдта) —сукулентна рослина з роду мамілярія (Mammillaria) родини кактусових (Cactaceae).

## Етимологія

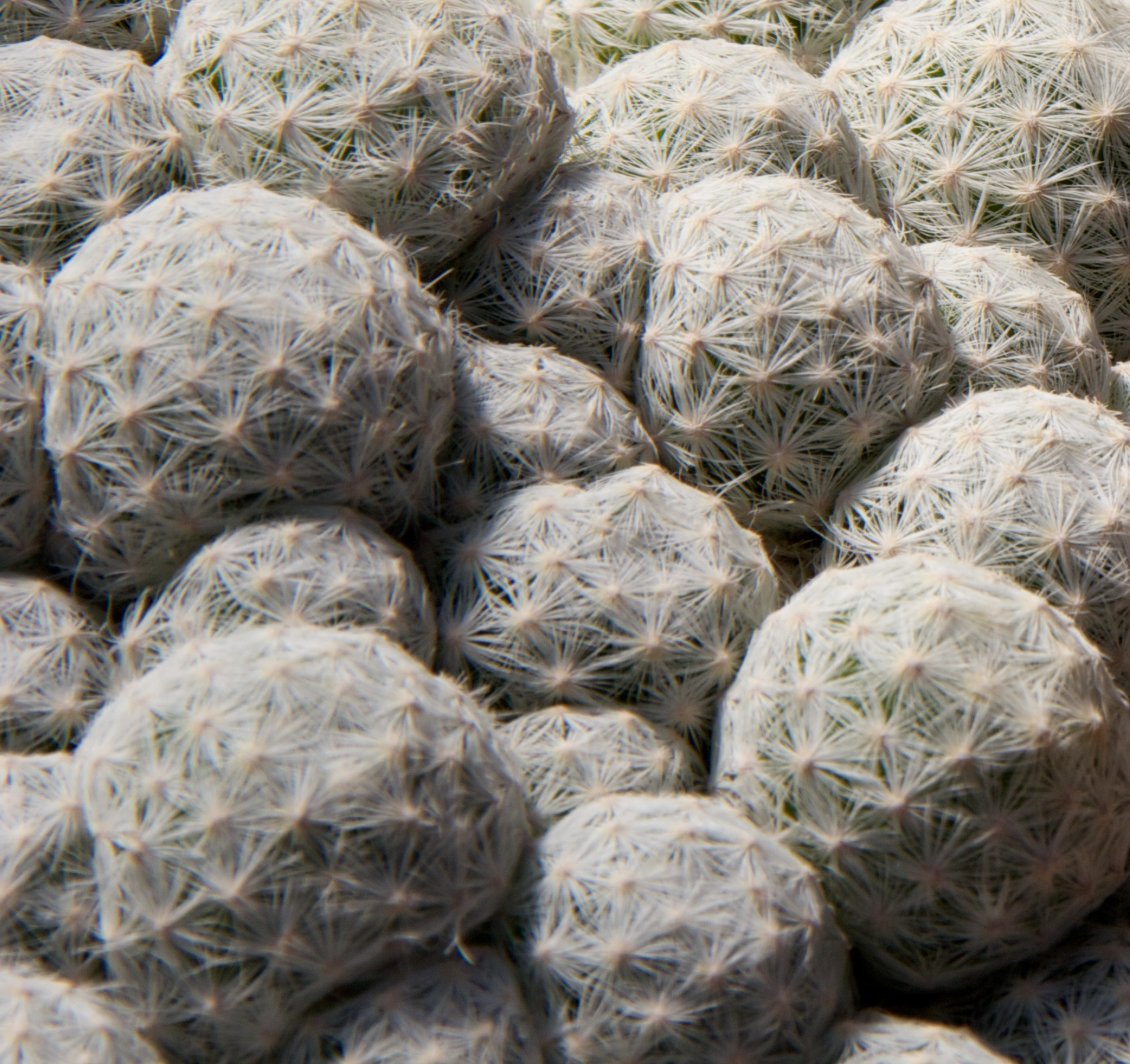
Кущ Mammillaria humboldtii в Гантінгтонському ботанічному саду (Huntington Botanical Gardens)

Видова назва дана на честь німецького вченого-енциклопедиста, географа, ботаніка, зоолога, мандрівника, основоположника географії рослин Александера фон Гумбольдта (1769—1859).

## Ареал і екологія
Mammillaria humboldtii є ендемічною рослиною Мексики. Ареал розташований у штаті Ідальго, де вид зростає на висоті від 1 350 до 1 500 м над рівнем моря на крутих вапнякових і не вапнякових скелястих схилах серед ксерофітних чагарників.

## Історія
Карл Август Еренберг, німецький мандрівник протягом десяти років жив у Мексиці і в останні дні 1839 року знайшов поблизу Мецтітлана масові популяції цього виду ще в зовсім незайманій природі. Опис Mammillaria humboldtii був надрукований ним у 1842. Інтенсивне господарське використання цієї місцевості, тривалий кактусний туризм, що спонукав місцеве індіанське населення до масового збору цих рослин, довели до такого спустошення місця зростання, знайдені Еренбергом, що Вернер Реппенхаген тільки після десяти років безуспішних пошуків зміг, нарешті, знайти цей вид на гранично важкодосяжних місцях зростання.

## Морфологічний опис
Рослина одиночна або з багатьма стеблами.
| Орган              | Опис                                                             |
| Стебло             | здавлено-кулясте до кулястого, до 7 см заввишки і в діаметрі.    |
| Епідерміс          | світло-зелене.                                                   |
| Маміли             | циліндричні, вгорі округлені, без молочного соку.                |
| Аксили             | з пухом і білими щетинками.                                      |
| Центральні колючки | немає.                                                           |
| Радіальні колючки  | близько 80 або більше, нерівні, білі, завдовжки 4-6 мм.          |
| Квіти              | яскраво-багрянисто-рожеві, до 25 мм завдовжки, в діаметрі 15 мм. |
| Плоди              | булавоподібні, червонуваті.                                      |
| Насіння            | чорне.                                                           |

## Близькі види
Деяка схожість з Mammillaria candida призвела до плутанини і деякий час останню вважали синонімом Mammillaria humboldtii. Роберт Крег у 1945 році у своєму відомому виданні „Mammillaria Handbook“ описав відмінності між цими двома видами: Mammillaria humboldtii не має центральних колючок, в той час як Mammillaria candida має 8-12 центральних колючок 4-7 мм завдовжки. Іншою явною відмінністю, крім різних середовищ існування, є також відмінність у розмірах і забарвленні квіток.

## Різновиди
Окрім звичайної, нормальної форми існує і крихітна мініатюрна форма діаметром менше 1 см, яка іноді описується як Mammillaria humboldtii f. minima. Ці крихітні сильно розгалужені рослинки мають квітки такої ж величини, як і нормальна форма, і такі ж яскраві.

## Утримання в культурі

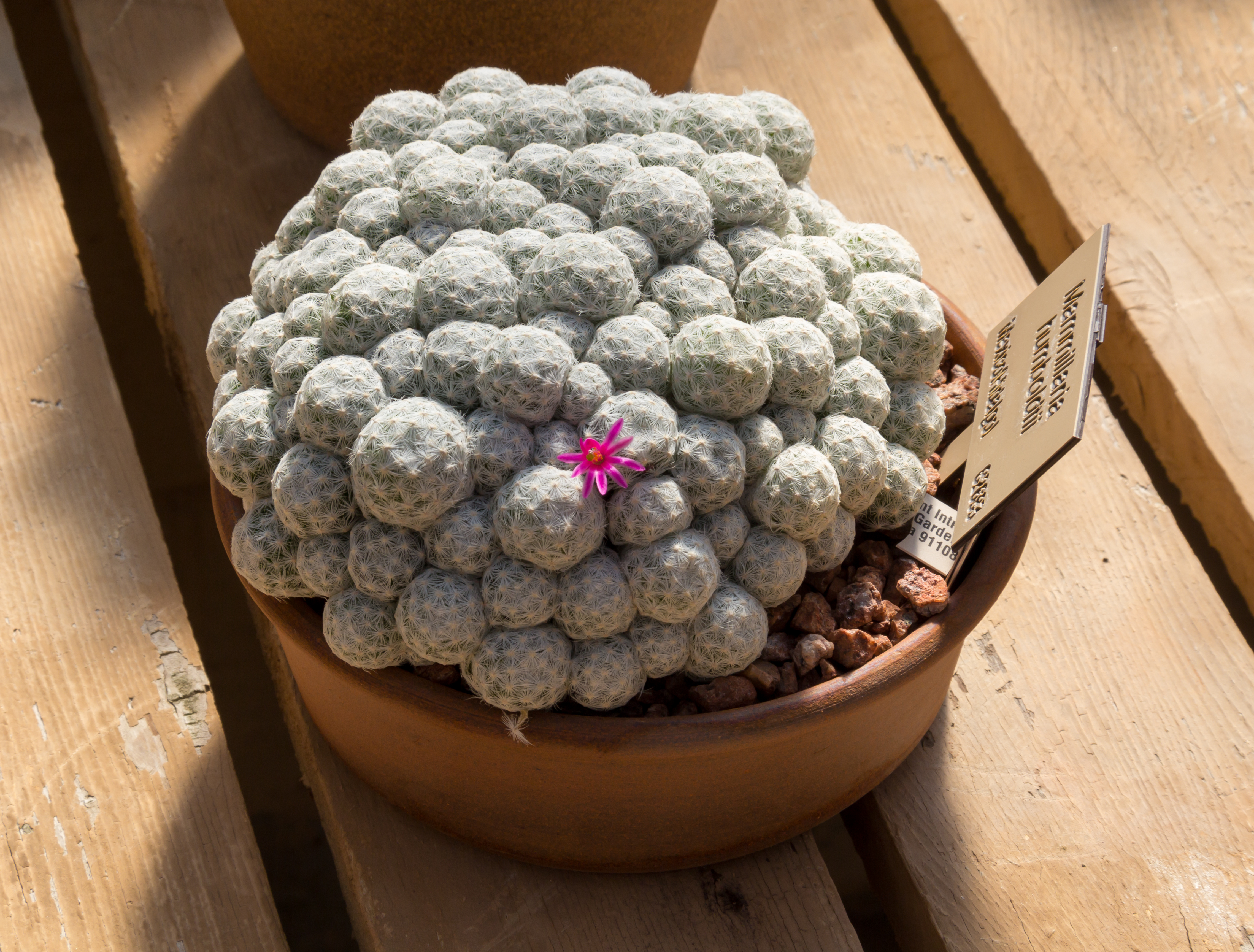
Mammillaria humboldtii в культурі

Як й інші білоколючкові види, зростає в природі на вапняках, тому надає перевагу проникному ґрунту з додаванням крупного піску і вапняного щебеню. Частка піску і щебеню повинні складати 50 % суміші.
Рясне мульчування щебенем захистить від надмірного зволоження кореневу шийку, а також не допустить забруднення і втрати виду у нижніх колючок через капілярне проникнення вологи з ґрунту.

## Охоронний статус та заходи по збереженню
Mammillaria humboldtii входить до Червоного Списку Міжнародного Союзу Охорони Природи на межі зникнення (CR).
Цей вид вважається під загрозою зникнення через дуже обмежений ареал площею менше 100 км² і лише декілька місць знаходження. Спостерігається триваюче падіння чисельності рослин через незаконне збирання і надмірний випас худоби в середовищі проживання. Заповідник Мецтітлан розташований поруч, але не відомо, чи зростає цей вид всередині нього.
Mammillaria humboldtii занесена в Мексиці до національного списку видів, що знаходяться під загрозою зникнення, де вона входить до категорії «під загрозою зникнення».
Охороняється Конвенцією про міжнародну торгівлю видами дикої фауни і флори, що перебувають під загрозою зникнення (CITES).